# Hotell Hjalmar
Hotell Hjalmar i Örebro är ett hotell beläget i den centrala delen av staden, på Storgatan. Byggnaden har sitt ursprung från tidigt 1900-tal. Hotellet öppnade 2010 under namnet Plaza hotell, men bytte efter ett ägarbyte och renovering 2014 till det nuvarande namnet.